# Кабельный кран

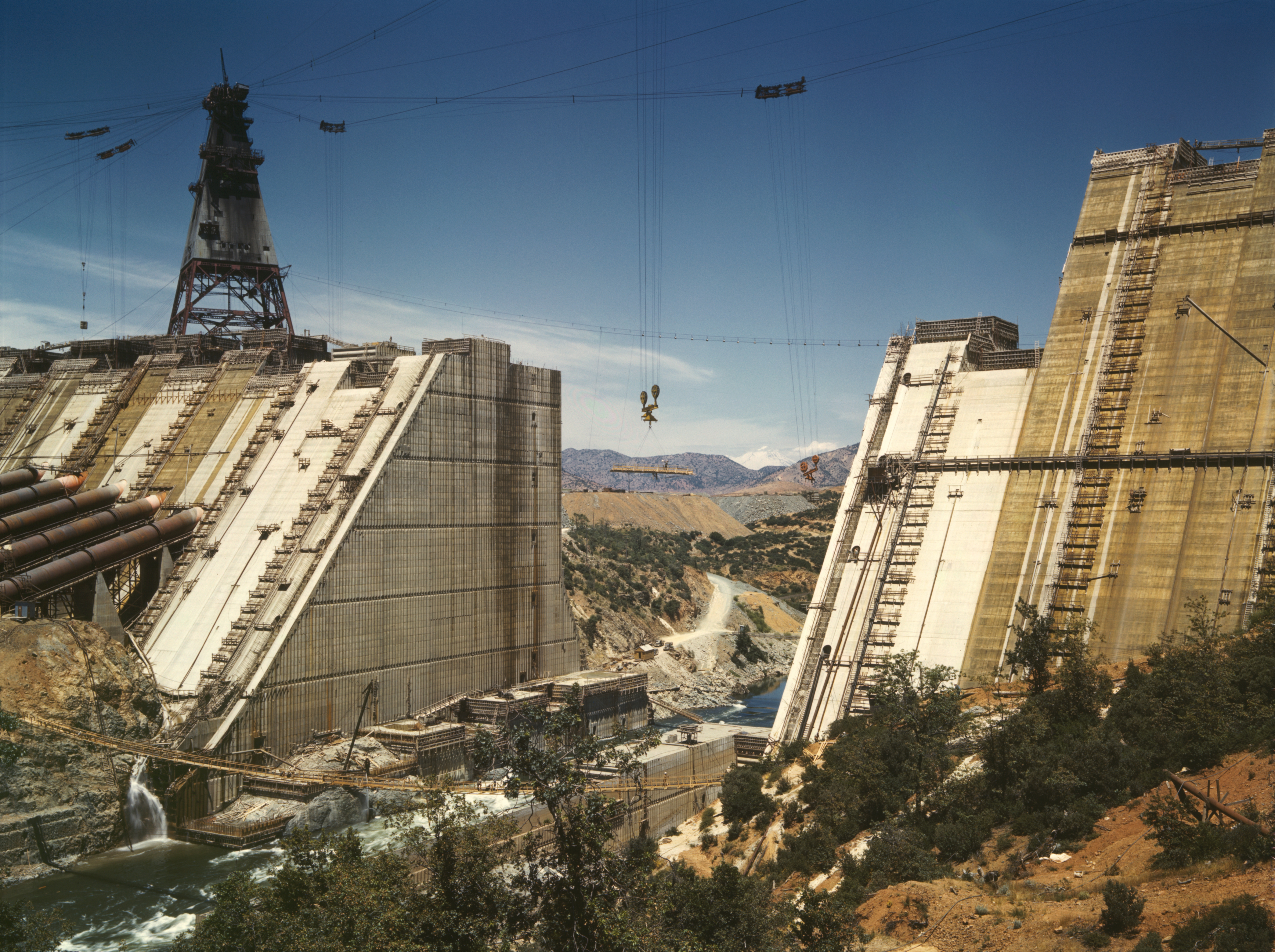
Кабельный кран на строительстве дамбы. 1942 год

Ка́бельные и мостока́бельные кра́ны предназначены для обслуживания больших производственных площадей (судостроительных верфей, плотин, лесных складов, бетонных заводов, шлюзов и пр.).

## Кабельные краны
Кра́н ка́бельный — кран кабельного типа, с несущими канатами, закреплёнными в верхней части опорных мачт.

### Описание
Краны состоят из двух башен с натянутым между ними несущим канатом. По несущему канату передвигается грузовая тележка с крюковой подвеской или грейфером.

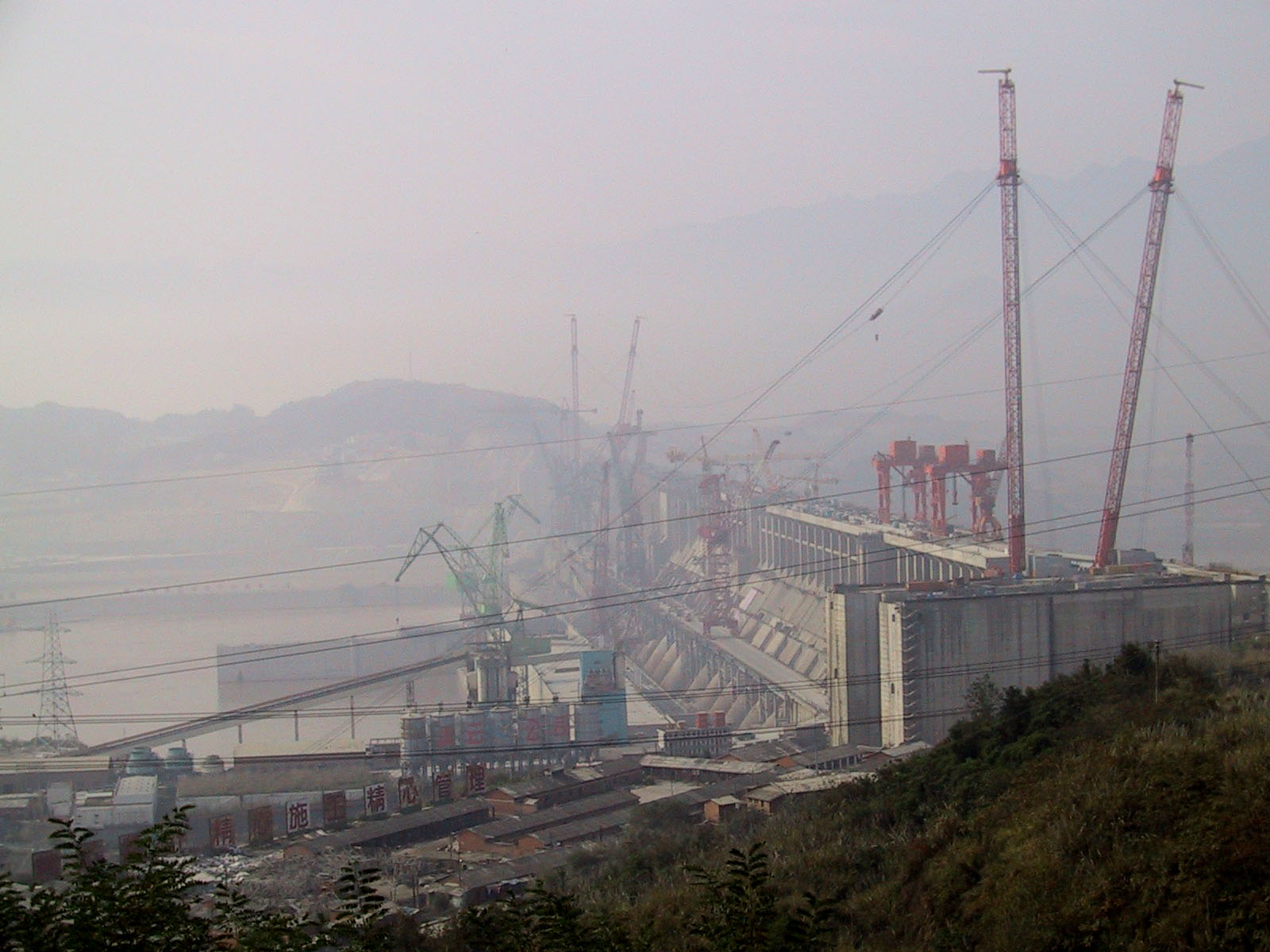
Кабельный кран с башнями-колоннами

По возможности перемещения выпускаются два вида кабельных кранов:
- Передвижные кабельные краны, у которых обе башни передвигаются по параллельным путям — краны обслуживают площадки прямоугольной формы[1].
- Радиальные кабельные краны, у которых одна башня стационарная, а другая перемещается по кольцевому рельсу — кран обслуживает площадь в виде сектора[1].
- Стационарные кабельные краны [1].

Управление кабельными кранами производится из кабины, размещаемой на высоте от 20 м до 25 м от опорной точки. В кабине управления размещаются указатели положения груза и взаимного расположения башен. При плохой видимости применяется двусторонняя радиосвязь. Также может быть использовано дистанционное управление с переносного пульта, размещённого около рабочего места.

### Технические характеристики
| Грузоподъёмность:     | от 3 до 150 т      |
| Пролёты:              | от 300 до 1000 м   |
| Высота башен:         | от 25 до 70 м      |
| Высота подъёма груза: | от 150 м           |
| Скорости:             |                    |
| подъёма груза:        | 1,5-2,5 м/с        |
| передвижения башен:   | 0,08 м/с — 0,4 м/с |
| передвижения тележки: | 3,3 — 10,0 м/с     |

## Мостокабельные краны

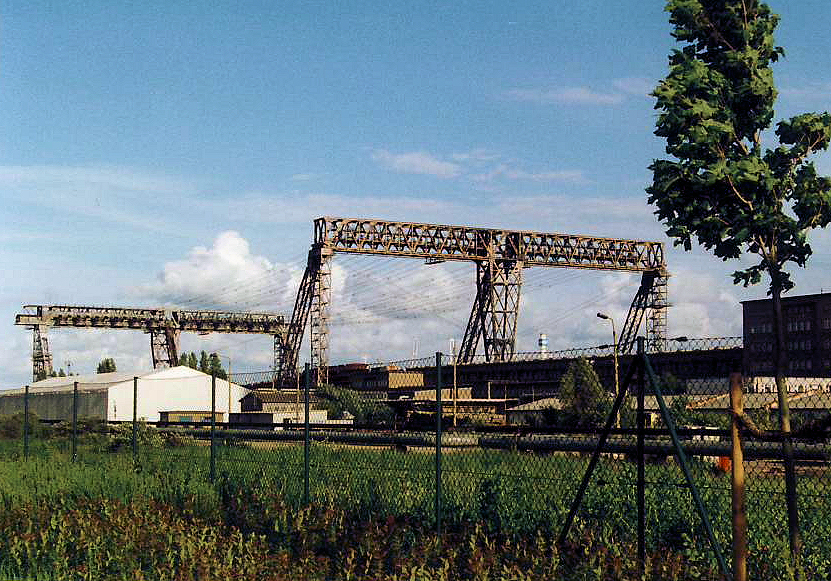

Кра́н ка́бельный мостово́й — кран кабельного типа с несущими канатами, закреплёнными на концах моста, установленного на опорных стойках.
Основное назначение — обслуживание складов лесоматериалов и сыпучих грузов.

### Описание
Несущие канаты данного типа кранов закреплены на концах пролётного строения, установленного на опорах. По несущему канату крана передвигается грузовая тележка. Кран может обслуживать площадку шириной до 250 м.

### Технические характеристики
Пролёт: менее 150 м.

## Маркировка кранов
- Маркировка кранов